# تخطيط بايبر

## تخطيط بايبر

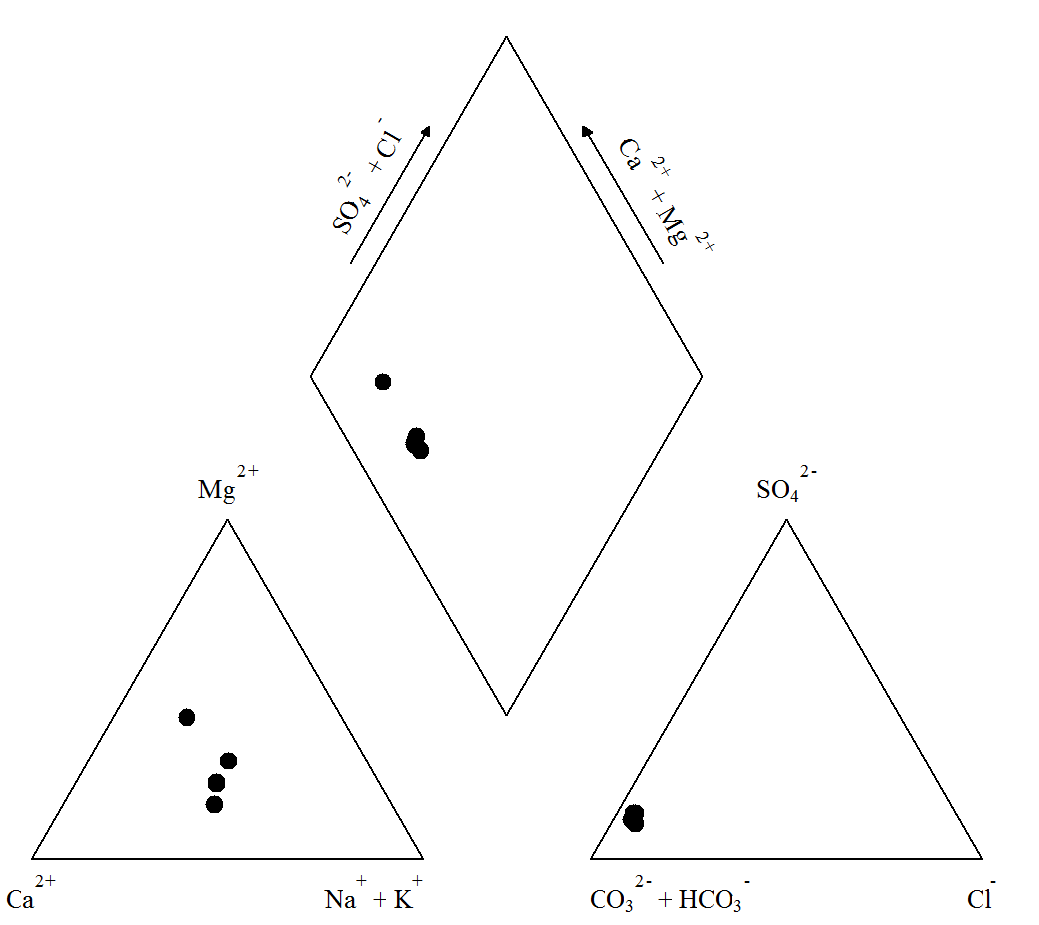
تخطيط عينة ماء من نهر زمبيزي، زمبابوي, مصدر البيانات^{[1]}

تخطيط بايبر أو رسم بايبر البياني (بالإنجليزي: piper diagram)هو تمثيل بياني في الكيمياء لعينة أو عينات ماء.
تنتشر الكاتيونات والأنيونات بشكل ثلاثي , حيث ترتبط كاتيونات الكالسيوم , المغنيسيوم والصوديوم إضافة إلى كاتيونات البوتاسيوم , والتجمعات الرئيسية لأنيونات السولفات , الكلوريد والكربونات إضافة إلى أنيون كربونات الهيدروجين لتكون قطعتين ثلاثيتين على الألماس .
الألماس هو مصفوفة محولة أو تخطيط بياني للأنيون (سولفات +كلوريد /مجموع الأنيونات) إضافة إلى كاتيونات (صوديوم +بوتاسيوم/مجموع الكاتيونات)
مصفوفة التحويل المطلوبة لتخطيط الأنيون / الكاتيون هي :
{\displaystyle {\begin{bmatrix}x'\\y'\\1\end{bmatrix}}={\begin{bmatrix}cos({\frac {\pi }{2}})&sin({\frac {\pi }{2}})&0\\-2sin({\frac {\pi }{2}})&2cos({\frac {\pi }{2}})&0\\0&0&1\end{bmatrix}}{\begin{bmatrix}x\\y\\1\end{bmatrix}}}

## وصلات خارجية
- * GW ChartVersion 1.19.0.0 Free software for creating piper diagrams from the الماسح الجيولوجي الأمريكي